# Lohen & Lomax
Lohen & Lomax sind ein aus Jacek (* 4. März 1978) und Martin (* 3. März 1979) bestehendes deutsches Musikduo aus Berlin.

## Werdegang
Jacek und Martin lernten sich auf der Realschule kennen. Ihren größten Erfolg feierten sie im Jahr 2002 mit den Singles Perfect Harmony und Live On!. Sie stehen beim Hamburger Label ka² unter Vertrag, wo sie ihre Titel für andere Künstler zur Verfügung stellen.

## Diskografie
Singles
- 2002: Perfect Harmony
- 2002: Live On!